# Edgewood, Texas
Edgewood là một thị trấn thuộc quận Van Zandt, tiểu bang Texas, Hoa Kỳ. Năm 2010, dân số của thị trấn này là 1441 người.

## Dân số
- Dân số năm 2000: 1348 người.
- Dân số năm 2010: 1441 người.